# High School DxD
High School DxD (v japonském originále ハイスクールD×D, Haisukúru Dí Dí) je japonská série light novel od spisovatele Ičiei Išibumiho, kterou ilustruje Mijama-Zero. Příběh se zaměřuje na Issei Hyodoa, perverzního studenta střední školy Kuoh Academy, který se chce stát králem harému. Na svém prvním rande je však zabit padlým andělem a následně je oživen Rias Gremory, démonem, které spolu s její démonskou rodinou bude sloužit. Prohlubující se vztah mezi ním a Rias ohrožuje anděly, padlé anděly a démony.
High School DxD začalo serializaci v září 2008 ve svazku časopisu Dragon Magazine společnosti Fudžimi Šobó. Do března 2018 bylo vydáno v japonštině dohromady 25 svazků. Od července téhož roku je série publikována pod novým názvem True High School DxD. Dosud, tedy do února roku 2020, vyšly zatím 4 svazky. Manga od Hirodžimi Mišima začala serializaci v červenci 2010 v Dragon Magazine a od března 2011 pokračovala v časopise Gekkan Dragon Age. Do dubna 2018 bylo vydáno v japonštině dohromady 11 svazků.
První řada anime, kterou vyrobilo studio TNK, byla vysílána od 6. ledna 2012 do 23. března 2012 na japonské stanici AT-X. V Severní Americe je anime licencováno firmou Funimation, ve Spojeném království Manga Entertainment a v Austrálii Madman Entertainment. Druhá řada anime s názvem High School DxD New (ハイスクールD×D NEW, Haisukúru Dí Dí Njú) byla vysílána od 7. července 2013 do 22. září 2013. Třetí řada s názvem High School DxD BorN (ハイスクールD×D BorN, Haisukúru Dí Dí Bón) se vysílala mezi 4. dubnem 2015 a 20. červnem 2015. Zatím poslední, čtvrtá řada byla vysílána od 10. dubna 2018 do 3. července 2018 a nese název High School DxD Hero (ハイスクールD×D Hero, Haisukúru Dí Dí Híró).

## Synopse
Kuoh Academy (駒王学園, Kuó Gakuen) je bývalá dámská střední škola, do které mohou nyní chodit muži i ženy. Nicméně skrývá tajemství. Část zdejších studentů jsou totiž andělé (天使, Tenši), padlí andělé (堕天使, Datenši) a ďáblové (悪魔, Akuma), o kterých lidští studenti nevědí. Jedním ze studentů je Issei Hyodo, který vede pokojný život a navštěvuje druhý ročník. Během normálního školního dne byl nečekaně pozván na rande dívkou jménem Yuma Amano. Po rande pozvala Yuma Isseiho do přilehlého parku, kde se začala dožadovat jeho smrti. Představila se jako padlý anděl, Raynare, a následně ho zabila. Před svou smrtí stačil Issei přivolat Riu Gremory, studentku třetího ročníku školy Kuoh Academy, která ho následně oživila. Druhého dne ráno se probudil s pomyšlením, že vše, co se stalo, byl pouhý sen. Issei byl však zabit dalším padlým andělem a opět oživen Riou. Dalšího dne se probudil ve svém pokoji, kde našel Riu zcela nahou. Rias mu nakonec odlahuje svoji identitu ďábla a prozrauje, že při oživení byl reinkarnován v ďábla a ona se tak stala jeho mistrem.

### Příběhové oblouky
Išibumi seskupil svazky do příběhových oblouků. První příběhový oblouk se jmenuje The Red Dragon Emperor's Awakening (赤龍帝覚醒, Sekirjútei kakusei) a obsahuje první dva svazky. Název druhého oblouku zní Birth of the Breast Dragon Emperor (乳龍帝誕生, Chichirjútei tandžó) a jsou v něm obsaženy svazky tři až šest. The Heroic Oppai Dragon (英雄（ヒーロー）おっぱいドラゴン, Híró Oppai Doragon) je složen ze sedmého až dvanáctého svazku. Ve čtvrtém příběhovém oblouku pojmenovaném The Legend of Oppai Dragon and his Lively Companions (おっぱいドラゴンと愉快な仲間たちの伝説, Oppai Doragon to jukaina nakamatači no densecu) se nachází svazky čtrnáct až dvacet jedna. Pátým, finálním obloukem je Red Dragon Emperor of the Blazing Truth × White Dragon Emperor of the Morning Star: The True Dragon(s) of the Kuoh Academy (猛烈な真実の赤い龍天皇×朝の星の白龍帝：Kuohアカデミーの真の龍, Mórecuna šindžicu no akai rjú ten'nó × asa no hoši no haku rjú tei: Kuoh akademí no šin no rjú). V sérii light novel High School DxD začal dvacátým druhým a skončil dvacátým pátým svazkem. Příběhový oblouk však pokračuje v seuqelové sérii True High School DxD. Dohromady zatím, s vydáním čtvrtého svazku True High School DxD, obsahuje devět svazků.

## Postavy
Následující seznam obsahuje výčet některých postav ze série High School DxD. Jména jsou zapsána v angličtině, v závorce se nachází jejich český přepis.

### Hlavní postavy
- Issei Hyoudou (Hjódó Issei)
- Rias Gremory (Riasu Guremorí)
- Akeno Himejima (Himedžima Akeno)
- Shirone/Koneko Toujou (Tódžó Šhirone/Koneko)
- Yuuto Kiba (Kiba Júto)
- Gasper Vladi (Gjasupá Vuradi)
- Asia Argento (Ášia Arudžento)
- Xenovia Quarta (Zenovia Kwaruta)
- Irina Shidou (Šidó Irina)
- Rossweisse (Rosuvaise)
- Ravel Phoenix (Reiveru Fenikkusu)
- Kunou (Kunó)
- Elmenhilde Karnstein (Erumenhirude Karunsutain)
- Le Fay Pendragon (Rufei Pendoragon)
- Ingvild Leviathan (Inguvu~irudo Reviatan)
- Kuroka Toujou (Tójó Kuroka)
- Roygun Belphegor (Roiggun Berupuheggoru)
- Yasaka (Jasaka)
- Vali Lucifer (Vári Rušifá)
- Azazel (Azazeru)
- Ddraig (Doraigu)
- Albion (Arubion)
- Great Red (Guréto Reddo)
- Ophis (Ófisu)
- Lilith (Ririsu)

### Vedlejší postavy
- Sona Sitri (Sóna Šitorí)
- Genshirou Saji (Sadži Genširó)
- Bennia (Bennía)
- Bikou (Bikó)
- Arthur Pendragon (Ásá Pendoragon)
- Sirzechs Lucifer (Sázekusu Rušifá)
- Ajuka Beelzebub (Adžuka Beruzebubu)
- Serafall Leviathan (Seraforú Reviatan)
- Sairaorg Bael (Sairaógu Báru)
- Grayfia Lucifuge (Gureifia Rukifugusu)
- Tannin (Tannín)
- Baraqiel (Barakieru)
- Michael (Mikaeru)
- Dulio Gesualdo (Djurio Džezuarudo)
- Griselda Quarta (Gurizeruda Kwaruta)
- Fafnir (Fábuniru)
- Crom Cruach (Kuró Kuruwahha)
- Bova Tannin (Bóvua Tannín)
- Hades (Hádesu)
- Shiva (Šiva)
- Indra (Indora)
- Cao Cao (Sósó)
- Rizevim Livan Lucifer (Rizevimu Rivan Rušifá)

### Ostatní postavy
- Raynare (Reináre) / Yuma Amano (Amano Júma)
- Millicas Gremory (Mirikjasu Guremorí)
- Riser Phoenix (Raizá Fenikkusu)
- Falbium Asmodeus (Farubiumu Asumodeusu)
- Diehauser Belial (Dihauzá Beriaru)
- Kokabiel (Kokabieru)
- Lavinia Reni (Ravinia Reni)
- Tobio Ikuse „Slash Dog“ (Ikuse Tobio „Surasšu Doggu“)
- Gabriel (Gaburieru)
- Grendel (Gurenderu)
- Aži Daháka (Adži Daháka)
- Ladon (Rádun)
- Apophis (Apopusu)
- Tiamat (Tiamatto)
- Vritra (Vuritora)
- Odin (Ódin)
- Loki (Roki)
- Vidar (Vu~ízaru)
- Apollon (Aporón)
- Mahabali (Mahábari)
- Pluto (Purúto)
- Orcus (Orukasu)
- Thanatos (Tanatosu)
- Valerie Tepes (Vuarerí Cepešu)

## Média

### Light novely
High School DxD započalo sérií light novel od spisovatele Ičiei Išibumiho a ilustrátora Mijami-Zero. High School DxD bylo publikováno od 20. září 2008 do 20. března 2018. Dohromady vzniklo 25 svazků. V červenci 2012 vyšel společně se svazkem Dragon Magazine bonusový příběh ve stylu bunkobon pojmenovaný The First Errand: Ophis Edition (はじめてのおつかい・オーフィス編, Hadžimete no ocukai: Ófisu hen). Dějově se odehrává po dvanáctém svazku a zaměřuje na dračici Ophis, jak se snaží žít ve světě lidí. V listopadu 2019 si americký nakladatel Yen Press licencoval anglický překlad série. První svazek by měl být v angličtině publikován v říjnu roku 2020.
Po vydání finálního 25. svazku Išibumi informoval o nové, sequelové sérii light novel pojmenované True High School DxD (真はいすくーるDxD, Šin Haisukúru Dí Dí). Její příběh pokračuje tam, kde původní série skončila. První svazek s názvem Welsh Dragon of the New School Term (新学期のウェールズ・ドラゴン, Šin gakki no u~éruzu doragon) vyšel 20. července 2018. Dne 20. srpna 2019 byl publikován třetí svazek. Čtvrtý svazek byl vydán dne 20. února 2020 a uzavírá dějovou linii s Hadesem Alliance of Hell (地獄の盟主連合, Džigoku no meišu rengó).
Série light novel tvoří také vedlejší příběhy, které doplňují hlavní dějovou linii. Dohromady vyšly v sérii High School DxD tři svazky a to 8, 13 a 15. Souběžně s hlavními sériemi vychází i třetí s názvem High School DxD DX. (ハイスクールＤ×Ｄ DX., Haisukúru Dí Dí DX.) a každý její svazek je tvořen jenom vedlejšími příběhy. První svazek DX.1 Love Song to the Reincarnated Angel (DX.1 転生天使にラブソングを, DX.1 Tensei tenši ni rabu song wo) vyšel 10. března 2015 jako součást blu-ray vydání anime a v normální podobě 20. března 2015. Zatím poslední, v pořadí pátý, svazek nesoucí název DX.5 Superhero Trial (ＤＸ.5 スーパーヒーロートライアル, DX.5 Súpáhírótoraiaru) byl vydán 20. března 2019.

### Mangy
Manga od Hirodžimi Mišima začala serializaci v červenci 2010 v Dragon Magazine a od března 2011 pokračovala v časopise Gekkan Dragon Age. První svazek byl vydán nakladatelstvím Fudžimi Šobó dne 7. června 2011. Do 9. dubna 2018 bylo vydáno v japonštině dohromady 11 svazků.
Spin-offová manga s názvem High School DxD: Asia and Koneko's Secret Contracts!? (ハイスクールD×D アーシア&小猫 ヒミツのけいやく!?, Haisukúru Dí Dí: Ášia ando Koneko himicu no keijaku!?), jejímž ilustrátorem je Hiroiči, byla serializovaná v časopise Gekkan Dragon Age mezi říjnem roku 2011 a dubnem 2012. Jedná se o vedlejší příběh, který se odehrává po desátém svazku mangy a zaměřuje se na první ďábelskou práci Asii Argento. Dne 7. března 2012 byla vydána v tankóbonu. V angličtině je manga licencovaná nakladatelem Yen Press. První svazek byl publikován v angličtině 27. května 2014 a poslední 13. listopadu 2018.
Druhá spin-offová manga pojmenovaná High School DxD: The Work of a Devil (ハイスクールD×D アクマのおしごと, Haisukúru Dí Dí: Akuma no ošigoto) se dočkala serializace v dubnu 2013 ve svazku Gekkan Dragon Age a jejím ilustrátorem je SODA. Manga je složena z krátkých příběhů, které se nachází v sérii light novel. Dne 9. září 2013 byla vydána v tankóbonu.

### Anime
Anime adaptace byla premiérově vysílána od 6. ledna 2012 do 23. března 2012 na satelitní stanici tokijské televize AT-X. Seriál režíroval Tecuja Janagisawa a produkovala jej společnost TNK. AT-X vysílala seriál bez cenzury, nicméně televize TV Kanagawa, jež seriál vysílala od 11. ledna 2012, a ostatní stanice ho vysílaly s cenzurou. Společnost Media Factory vydala mezi 21. březnem 2012 a 29. srpnem 2012 šest DVD a Blu-ray. Každý disk DVD či Blu-ray byl složen ze dvou dílů anime a kraťasu OVA nesoucího název Release the Swaying Delusions (妄想爆揺解除オリジナルビデオ, Mósó bakujure kaidžo oridžinaru bideo). Díl OVA, s pořadovým číslem třináct, byl součástí Blu-ray disku limitované edice třináctého svazku light novely, která byla publikována dne 6. září 2012. Na scénáři pracoval Ičiei Išibumi, který je autorem light novel a série samotné. Další díl OVA, tentokrát s pořadovým číslem čtrnáct, byl součástí Blu-ray disku limitované edice patnáctého svazku light novely, která byla vydána dne 31. května 2013. Autorem scénáře je Išibumi.
Druhá řada anime pojmenovaná High School DxD New (ハイスクールD×D NEW, Haisukúru Dí Dí Njú) byla oznámena v závěrečných titulcích třináctého dílu a měla premiéru na stanicích AT-X a Chiba TV dne 7. července 2013. Je adaptací svazků tři a čtyři, které nesou název Excalibur of the Moonlit Schoolyard (ハイスクールD×D3 月光校庭のエクスカリバー, Gekkó kótei no Ekusukaribá) a Vampire of the Empty Classroom (停止教室のヴァンパイア, Teiši kjóšicu no vanpaia). AT-X vysílala druhou řadu opět necenzurovaně. U ostatních stanic podléhala silné cenzuře.
V červnu 2014 oznámilo Fudžimi Šobó plány na produkci třetí řady seriálu. Dne 6. prosince 2014 byl zveřejněn název High School DxD BorN (ハイスクールD×D BorN, Haisukúru Dí Dí Bón). Třetí řada byla premiérově vysílána od dubna do června 2015. Příběh prvních devíti dílů je volně založen na svazcích pět až sedm, přičemž děj posledních třech dílů byl vytvořen autory anime.
Roku 2016, na události Fantasia Bunko Daikanshasai, bylo společností Fudžimi Šobó oznámeno, že se pracuje na nové řadě. V říjnu 2017 byl prozrazen název řady High School DxD Hero (ハイスクールD×D Hero, Haisukúru Dí Dí Híró). Čtvrtá řada adaptuje devátý a desátý svazek. Byla vysílána mezi dubnem a červencem 2018 a produkovalo ji studio Passione, jež nahradilo předchozí TNK.
V Severní Americe je první řada licencována společností Funimation, v Austrálii Madman Entertainment a ve Spojeném království Manga Entertainment.

### Hudba
Hudbu k anime High School DxD složil Rjosuke Nakaniši. Pro všechny čtyři řady bylo využito deset hudebních znělek, tedy pět úvodních a pět závěrečných písní. Úvodní znělka první řady nese název „Trip -Innocent of D-“ a složila ji ženská hudební skupina Larval Stage Planning. Závěrečná znělka „STUDYxSTUDY“ byla nazpívána ženskou kapelou StylipS a její členky Arisa Noto, Jui Ogura, Kaori Išihara a Maho Macunaga propůjčily anime postavám svoje hlasy. Obě písně byly vydány samostatně na CD 25. ledna 2012 a 5. února 2012 japonským vydavatelem Lantis. Originální soundtrack vyšel dne 21. března 2012 vydavatelem Lantis label. Character minialbum pojmenované High School DxD GirlsxSongs! (『ハイスクールD×D』Girls×Songs!, Haisukúru Dí Dí Gáruzu Songuzu!), ve kterém vystupují hlavní ženské postavy anime, bylo vydáno 27. června 2012 Lantis.
Druhá řada obsahuje hudební znělky pro dva příběhové oblouky. Úvodní znělka prvního oblouku se jmenuje „Sympathy“ a složila ji kapela Larval Stage Planning. Závěrečnou znělkou je „Hoteišiki wa Kotaenai“ (方程式は答えない) od Occult Research Club Girls (オカルト研究部ガールズ, Okaruto Kenkjúbu Gáruzu). Nazpívaly ji Jóko Hikasa, Šizuka Itó, Azumi Asakura a Ajana Taketacu, které zároveň dabují postavy Rii Gremory, Akeno Himejimi, Asii Argento a Koneko Toujou. Úvodní znělka druhého oblouku „Passionate Argument“ byla nazpívána zpěvačkou Zaq. Závěrečnou znělku „Lovely♥Devil“ (らぶりぃ♥でびる, Raburji♥Debiru) složily Occult Research Club Girls. Mezi původní čtveřici se přidaly Risa Taneda a Ajane Sakura, které propůjčily hlas Xenovii a Gasperovi.
Úvodní znělkou třetí řady je „Bless Your Name“ od zpěvačky ChouCho a závěrečnou „Give Me Secret“ od StylipS. Úvodní znělka čtvrté řady se jmenuje „Switch“ a nazpívala ji Minami Kuribajaši. Závěrečná znělka nese název „Mote nai Kuse ni(｀;ω;´)“ a složila ji Tapimiru.

### Viodehry
V červenci roku 2013 bylo studiem Kadokawa Games oznámeno, že je videoherní adaptace série High School DxD ve vývoji a to na platformu Nintendo 3DS. Původní japonské datum vydání bylo stanoveno na 28. listopad 2013. To se však kvůli „vylepšení kvality produktu“ posunulo a videohra se dočkala vydání až 19. prosince 2013. Jedná se bojovný, dobrodružný, erotický vizuální román s tahovým systémem. Druhá videohra s názvem High School DxD New Fight, která byla vyvinuta na platformu PlayStation Vita, vyšla dne 28. srpna 2014 v Japonsku.

## Přijetí
V Japonsku bylo prodáno přes milion kopií svazků série light novel High School DxD. Dle statistické společnosti Oricon bylo High School DxD se 654 224 prodanými kopiemi šestou nejprodávanější sérií roku 2012 v Japonsku. V roce 2013 bylo dle Oriconu prodáno 346 173 kopií. Anglický překlad prvního svazku mangy dosáhl na druhé místo nejlépe prodávaných děl The New York Times. Do 20. března 2018 se prodalo přes 4 milionů kopií prvních 25 svazků.
Anime adaptace série High School DxD byla pozitivně přijata kritiky, kteří chválili zejména vizuální a hudební zpracování a lechtivé (erotické) scény. Naopak kritizovali hlavně příběhovou linii, která postrádala originalitu. Sequential Tart ve své recenzi pochválil kvalitní zpracování, dabing, erotické scény a hloubku „skutečně poutavého“ příběhu. Active Anime považuje animaci za takovou, „pro kterou by člověk mohl umřít,“ a hudbu „vtipnou v celém rozsahu.“ Uvedlo též, že je DxD „šílená, akční, sexy komedie nakopávající zadky“ se „sexy ženskými ďábly, hrdinou se srdcem a vzrušující akcí,“ která dělá z anime „win-win (výhru pro obě strany).“ Stig Høgset z THEM Anime Reviews souhlasil s tím, že anime DxD je „plné zábavy.“ Pochválil postavy, erotické scény a vizuální zpracování. Napsal také, že „High School DxD bylo příjemným překvapením“ a následně dodal, že „by se určitě podíval na sequel.“

## Slash Dog
Slash Dog, pravým jménem Tobio Ikuse, je jednou z postav série High School DxD, ve které pracuje pro organizaci Grigori. Poprvé se objevil ve vlastní knize SLASHDOG (stylizováno jako SLASHDØG) z roku 2006. Napsal ji Ičiei Išibumi a ilustroval Daisuke Jokomizo. Kvůli nízké popularitě byl vydán pouze jeden svazek. Kniha se však dočkala rebootu a od roku 2017 je série vydávána pod novým názvem The Fallen Dog God -SLASHDOG- (japonsky 堕天の狗神 -SLASHDOG-, Daten no Kugami -SLASHDOG-). Autorem je Ičiei Išibumi a ilustrátory Kikurage a Mijama-Zero.
První svazek The Fallen Dog God -SLASHDOG- 1 (japonsky 堕天の狗神 -SLASHDOG- 1, Daten no Kugami -SLASHDOG- 1) byl vydán 17. listopadu 2017. Druhý svazek se dočkal vydání 20. března 2013 a třetí, zatím poslední svazek, dne 20. prosince 2018. Išibumi oznámil, že pracuje na čtvrtém svazku.
Dne 20. října 2019 bylo oznámeno, že se série light novel dočká manga adaptace. Jejím autorem je Ičie Išibumi a ilustrátorem Kikurage. Serializaci začala dne 26. prosince 2019 ve svazku časopisu Gekkan Comic Alive.